# Grande Prêmio dos Estados Unidos de Motovelocidade de 2010
O Grande Prêmio dos Estados Unidos de 2010 foi a nona etapa da Temporada de MotoGP de 2010. Aconteceu entre os dias 23 e 25 de julho de 2010 em Laguna Seca. Apenas a categoria MotoGP teve permissão para correr em Laguna Seca.

## Classificação da MotoGP
| Pos                    | No | Piloto           | Construtor | Voltas | Tempo/Aband. | Grid | Pontos |
| ---------------------- | -- | ---------------- | ---------- | ------ | ------------ | ---- | ------ |
| 1                      | 99 | Jorge Lorenzo    | Yamaha     | 32     | 43:54.873    | 1    | 25     |
| 2                      | 27 | Casey Stoner     | Ducati     | 32     | +3.517       | 2    | 20     |
| 3                      | 46 | Valentino Rossi  | Yamaha     | 32     | +13.420      | 6    | 16     |
| 4                      | 4  | Andrea Dovizioso | Honda      | 32     | +14.188      | 3    | 13     |
| 5                      | 69 | Nicky Hayden     | Ducati     | 32     | +14.601      | 7    | 11     |
| 6                      | 11 | Ben Spies        | Yamaha     | 32     | +19.037      | 5    | 10     |
| 7                      | 5  | Colin Edwards    | Yamaha     | 32     | +40.721      | 8    | 9      |
| 8                      | 33 | Marco Melandri   | Honda      | 32     | +47.219      | 11   | 8      |
| 9                      | 36 | Mika Kallio      | Ducati     | 32     | +52.813      | 15   | 7      |
| 10                     | 65 | Loris Capirossi  | Suzuki     | 32     | +52.814      | 12   | 6      |
| 11                     | 95 | Roger Lee Hayden | Honda      | 32     | +1:14.089    | 17   | 5      |
| 12                     | 15 | Alex de Angelis  | Honda      | 32     | +1:14.666    | 16   | 4      |
| Ret                    | 41 | Aleix Espargaró  | Ducati     | 28     | Acidente     | 13   |        |
| Ret                    | 58 | Marco Simoncelli | Honda      | 18     | Acidente     | 9    |        |
| Ret                    | 26 | Dani Pedrosa     | Honda      | 11     | Acidente     | 4    |        |
| Ret                    | 40 | Héctor Barberá   | Ducati     | 3      | Abandonou    | 10   |        |
| Ret                    | 19 | Álvaro Bautista  | Suzuki     | 2      | Acidente     | 14   |        |
| OFFICIAL MOTOGP REPORT |    |                  |            |        |              |      |        |